# Agon Mucolli
Agon Mucolli (* 26. September 1998 in Fredericia) ist ein dänisch-albanischer Fußballspieler.

## Karriere

### Verein
Agon Mucolli ist in Dänemark geboren und aufgewachsen und begann mit dem Fußballspielen bei Fredericia fF, bevor er in die Jugend von Vejle BK wechselte. Sein Pflichtspieldebüt gab er am 4. August 2015 im Alter von 16 Jahren beim 5:2-Sieg in der ersten Runde im dänischen Pokal bei Middelfart BK. Sein erstes Pflichtspieltor schoss Mucolli am 13. Oktober 2016 bei der 1:2-Niederlage in der zweiten dänischen Liga beim FC Roskilde. Obwohl noch für die A-Jugend (U19) spielberechtigt, kam er regelmäßig in der ersten Mannschaft der Vejler zum Einsatz und wurde zumeist als linker Mittelfeldspieler eingesetzt. Nachdem er in der Saison 2017/18 nicht mehr häufig zum Einsatz kam – Vejle BK stieg zum Saisonende in die Superligæn auf –, gab Agon Mucolli bekannt, Vejle BK verlassen zu wollen und absolvierte im Juli 2018 ein Probetraining bei Silkeborg IF. Während dieser Zeit absolvierte er ein Pflichtspiel für die zweite Mannschaft. Eine Verpflichtung seitens des Vereins kam nicht zustande und auch ein Wechsel zu Vendsyssel FF, wo er im August 2018 vorspielte, zerschlug sich. Sein Vertrag bei Vejle BK wurde am 9. Januar 2019 aufgelöst.
Nachdem Mucolli ein Probetraining bei Esbjerg fB absolvierte, schloss er sich am 18. Februar 2019 dem Zweitligisten FC Fredericia an. Nachdem er in seinem ersten halben Jahr in Fredericia zu 9 Einsätzen gekommen war, gelang ihm in der Folgesaison der Durchbruch. Bis zu seinem Abgang war Agon Mucolli gesetzt und wurde zumeist auf der Position des linken Mittelfeldspielers aufgestellt. Ende Januar 2021 wechselte er nach Norwegen zu Kristiansund BK. Beim Verein aus der Hafenstadt Kristiansund unterschrieb Mucolli einen Dreieinhalbjahresvertrag. Doch schon im Sommer 2022 ging er weiter zum Erstligisten Odense BK und gab am 18. Juli 2022 beim Heimspiel gegen den FC Nordsjælland (0:2) sein Debüt in der Superliga, als er in der 78. Minute für Mads Frøkjær-Jensen eingewechselt wurde. Von August bis November 2023 absolvierte er leihweise sieben Ligaspiele für den schwedischen Erstligisten Varbergs BoIS und im Sommer 2024 kehrte Mucolli dann fest zu seinem ehemaligen Klub FC Fredericia in die 1. Division zurück.

### Nationalmannschaft
Agon Mucolli absolvierte von 2013 bis 2014 7 Partien für die dänische U16-Nationalmannschaft und kam dann von 2014 bis 2015 in 9 Spielen für die dänische U17 zum Einsatz. Er wurde dabei auch in der Qualifikation für die U-17-Fußball-Europameisterschaft 2015 in Bulgarien eingesetzt; die Qualifikation wurde verpasst. 2016 lief Mucolli in 2 Spielen in der Qualifikation für die U-19-Fußball-Europameisterschaft 2017 in Georgien für die dänische U19-Auswahl auf.
Er war auch für die kosovarischen sowie für die albanischen Auswahlmannschaften spielberechtigt und im November 2017 kündigte er an, künftig für Albanien zu spielen. Für dessen U-21-Auswahl bestritt Mucolli dann auch eine Partie am 14. November 2017 in Georgien, als er bei der 0:3-Testspielniederlage in Mtskheta über 75 Minuten auf dem Feld stand.

## Sonstiges
Sein jüngerer Bruder Arbnor (* 1999) ist ebenfalls Fußballprofi und steht aktuell beim IFK Göteborg in Schweden unter Vertrag.